# Bothrops oligolepis
Bothrops oligolepis är en ormart som beskrevs av Werner 1901. Bothrops oligolepis ingår i släktet Bothrops och familjen huggormar. IUCN kategoriserar arten globalt som livskraftig. Inga underarter finns listade.
Arten förekommer i Anderna och i det angränsande höglandet från centrala Peru till nordvästra Bolivia. Den lever i regioner som ligger 1500 till 2500 meter över havet. Habitatet utgörs av fuktiga bergsskogar där ormen vistas i undervegetationen. Bothrops oligolepis undviker förändrade landskap.
Honor lägger inga ägg utan föder levande ungar.